# 江少慶
江少慶（1993年11月10日—）是臺灣職業棒球選手，守備位置為投手，目前效力於中華職棒富邦悍將，曾效力於美國職棒克里夫蘭印地安人、底特律老虎的小聯盟系統。

## 學生時期
- 花蓮縣豐濱國小少棒隊
- 花蓮縣化仁國中青少棒隊
- 新北市私立穀保高級家事商業職業學校青棒隊
- 中國文化大學棒球隊（美孚巨人）

2011年參與亞洲青棒錦標賽。

## 職業生涯

### 克里夫蘭印地安人

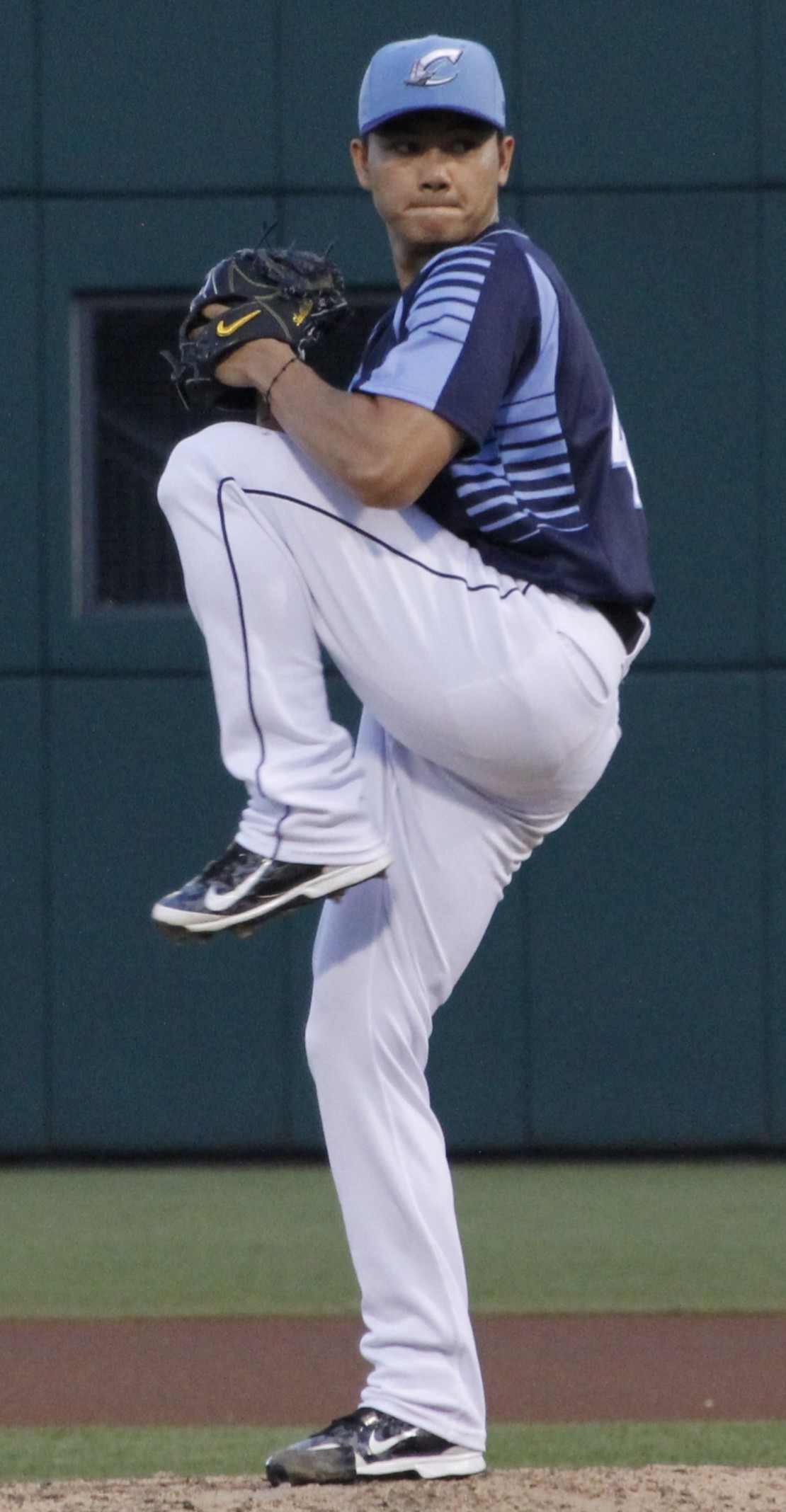
2018年效力於克里夫蘭印地安人小聯盟的江少慶。

江少慶2011年和美國職棒克里夫蘭印地安人簽下25萬美元簽約金的小聯盟合約。2012年投了一局之後就因傷動了韌帶置換手術，因此球季報銷，2014年歷經完整春訓後復出，2016球季在1A投了27場先發，拿下8勝12敗、防禦率3.96成績。
2017年7月江少慶在高階1A對芝加哥白襪高階1A達成完投9局的無安打比賽。是江生涯首度的無安打比賽，同時也是台灣旅美球員中首次的無安打比賽。

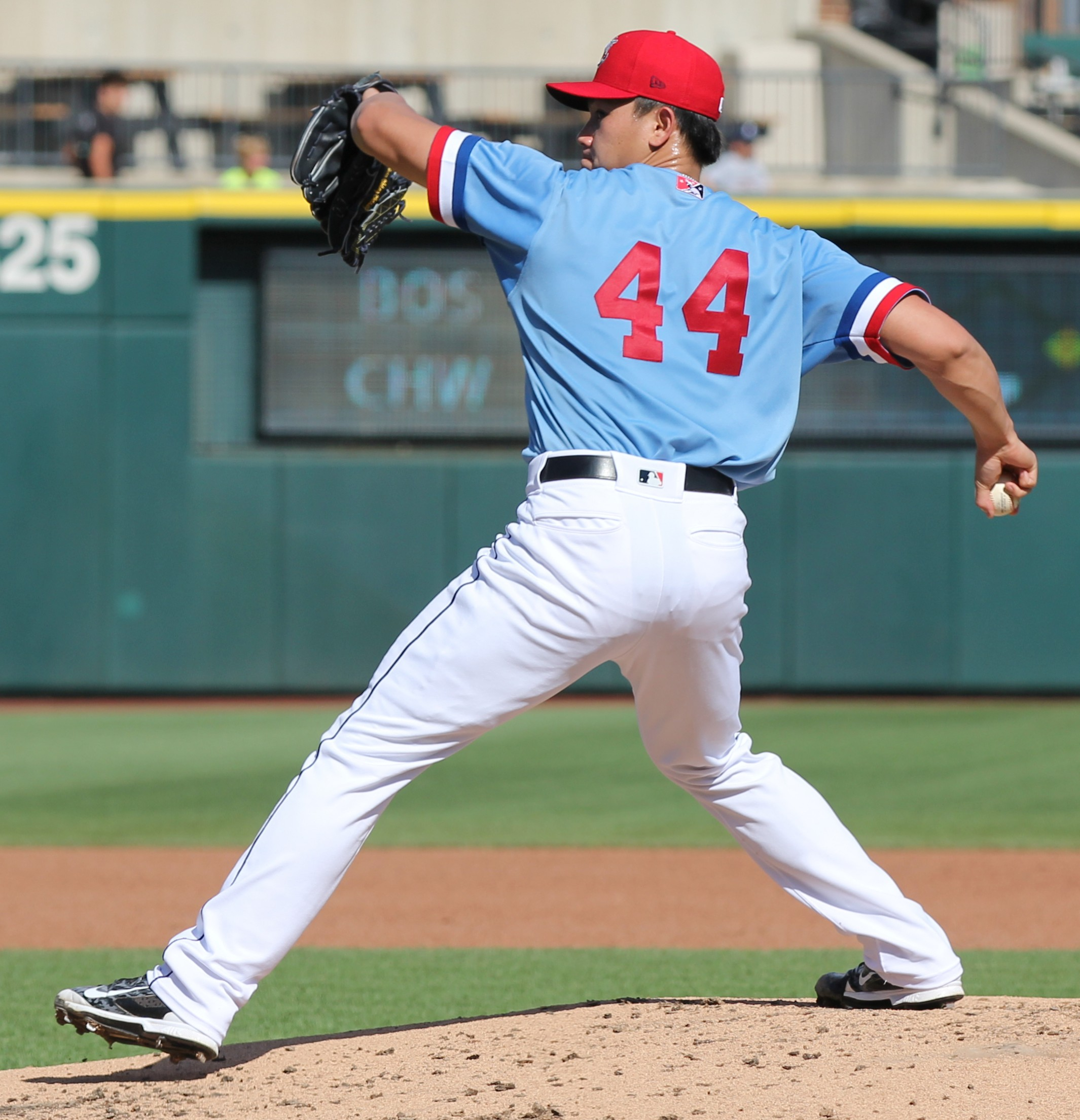
2018年效力於克里夫蘭印地安人小聯盟的江少慶。

2018年6月11日江少慶被升至克里夫蘭印地安人的3A球隊哥倫布快艇 (Columbus Clippers)，隔日即獲得先發主投的機會並繳出5.1局失4分的成績，拿下個人的3A首勝。

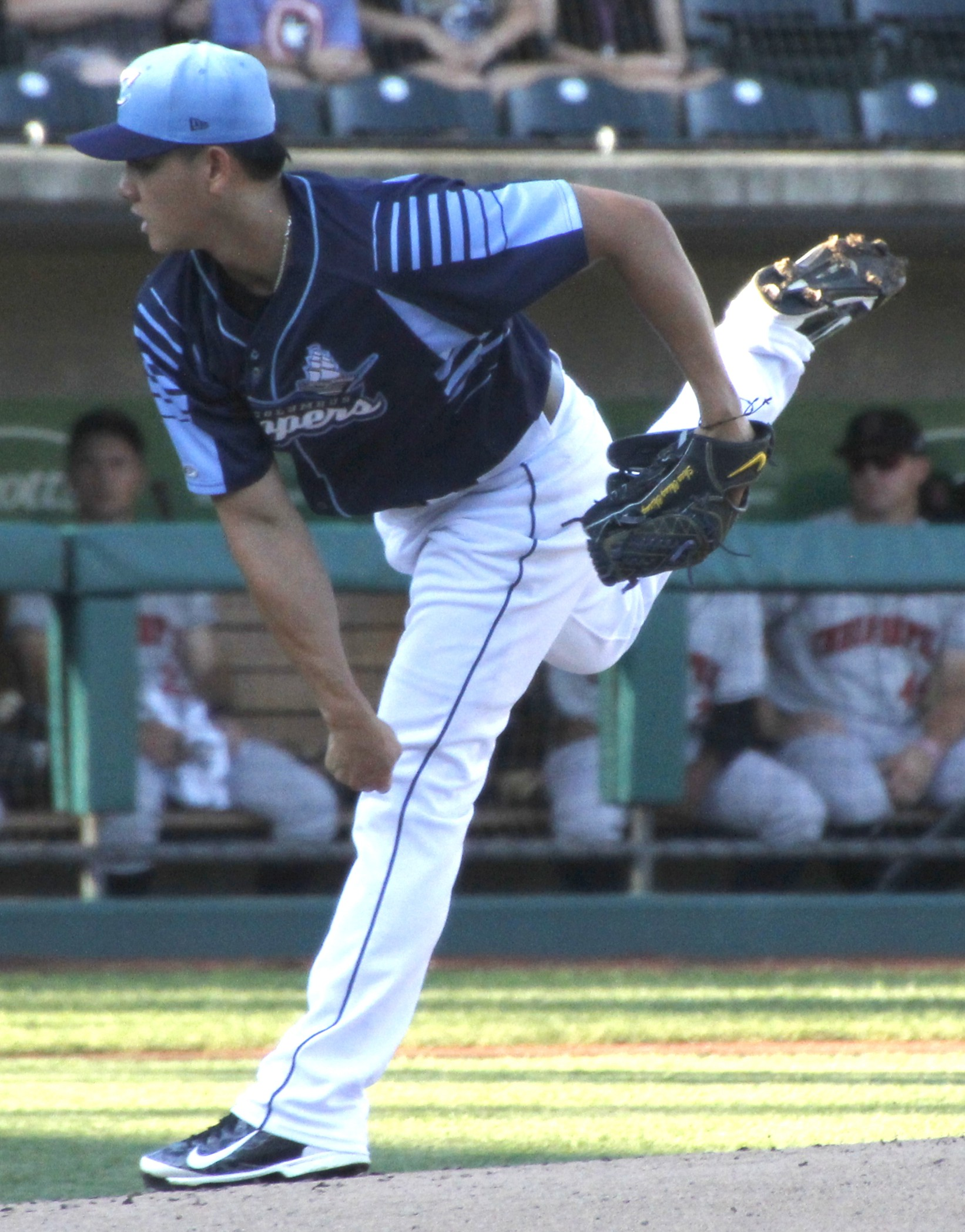
2018年效力於克里夫蘭印地安人小聯盟的江少慶。

2019年球季後成為小聯盟自由球員，後轉而加入底特律老虎隊的小聯盟系統。

### 富邦悍將
2021年2月富邦悍將宣布與江少慶簽訂自行培訓合約。
2021年7月12日中華職棒選秀，擁有狀元籤的富邦悍將指名江少慶為本年度的選秀狀元。

## 國際賽經歷
- 2014年亞洲運動會棒球比賽中華隊
- 2017年世界棒球經典賽中華隊
- 2019年世界棒球12強賽中華隊
- 2023年世界棒球經典賽中華隊

2017年3月8日經典賽，對荷蘭一戰，此為攸關晉級複賽一役，中繼上場投了4.1局，僅失1分，可惜最終中華隊在滿壘情況下的再見保送，以5：6落敗。
2019年11月5日世界棒球12強賽，中華隊在台中洲際棒球場首戰對決波多黎各，擔任先發投手主投六局只被擊出三支安打、僅失一分，最終中華隊以6：1獲勝。於12強複賽時，中華隊首戰對決墨西哥，總計先發5.2局、被打出3支安打、失2分，8次三振、3次四壞，用球量89球。整體表現不俗，但礙於中華隊打線受制於墨西哥，終場就以0:2惜敗。

## 職棒生涯成績

### 中華職棒
- (粗黑體字為該年度最佳或最高成績)

| 年度 | 球隊     | 出賽 | 先發 | 勝投 | 敗投 | 完投 | 完封 | 救援 | 中繼 | 奪三振 | 四死 | 投球局數 | 責失 | 防禦率 | 被上壘率 |
| ---- | -------- | ---- | ---- | ---- | ---- | ---- | ---- | ---- | ---- | ------ | ---- | -------- | ---- | ------ | -------- |
| 2021 | 富邦悍將 | 12   | 12   | 5    | 2    | 0    | 0    | 0    | 0    | 56     | 30   | 69.2     | 19   | 2.45   | 1.02     |
| 2022 | 富邦悍將 | 22   | 22   | 5    | 12   | 0    | 0    | 0    | 0    | 85     | 47   | 120.2    | 63   | 4.70   | 1.48     |
| 2023 | 富邦悍將 | 12   | 12   | 2    | 7    | 0    | 0    | 0    | 0    | 63     | 26   | 64.0     | 26   | 3.66   | 1.31     |
| 2024 | 富邦悍將 | 4    | 4    | 1    | 1    | 0    | 0    | 0    | 0    | 16     | 3    | 17.0     | 3    | 1.59   | 0.76     |
| 合計 | 4年      | 50   | 50   | 13   | 22   | 0    | 0    | 0    | 0    | 220    | 106  | 271.1    | 111  | 3.68   | 1.28     |

## 外部連結
- 江少慶在美國職棒官網（英语）
- 江少慶在中華職棒官網
- 江少慶在Baseball-Reference.com（小聯盟以及海外聯盟）（英语）
- 江少慶在ESPN（MLB）（英语）
- 江少慶在The Baseball Cube（英语）
- 江少慶在台灣棒球維基館上的頁面（繁體中文）

| 前任： 王維中 | 中華職棒新人選秀狀元 2021年 | 繼任： 曾子祐 |